# 아이만 알자와히리
아이만 알자와히리(아랍어: أيْمَنْ مُحَمَّدْ رَبِيعْ الظَوَاهِرِي 아이만 무함마드 라비 앗 자와히리[*], 1951년 6월 19일 ~ 2022년 7월 31일)는 오사마 빈라덴에 이은 알카에다의 제2대 수장이다. 2011년 5월 1일 빈라덴이 사망하였기 때문에, 알카에다의 1인자가 되었다. 과거 외과의사를 하였기 때문에, 알자와히리 박사라고도 부른다.
이집트의 기자 출신으로 아랍어, 영어, 프랑스어를 구사할 수 있다. 1998년 미국 대사관 폭탄 테러로 대중들에게 알려졌으며, 이 사건으로 오사마 빈라덴 등과 함께 미국 연방수사국이 지정한 지명수배자 상위 10인 안에 올랐다.
2001년 12월 6일, 알카에다의 작전 사령관 모하메드 아테프가 아프가니스탄의 수도 카불에서 사망한데 이어 2인자이자 911 테러를 조종한 알자와히리 등 핵심 간부들이 숨진 것으로 알려졌다.
2004년 3월 18일, 알카에다 지도자 오사마 빈 라덴의 수석참모 겸 개인주치의로 2천5백만달러의 현상금이 걸려 있는 이집트 명문가 출신의 알자와히리가 곧 체포될 것이라고 CNN에서 보도되었다.
그러나, 파키스탄군이 무장 헬기와 수천명의 병력으로 포위공격을 했음에도 불구하고, 200명의 호위를 받는 것으로 알려진 알자와히리는 체포되지 않았다.
2007년 9월 9일, 대테러 전문가인 브루스 호프먼 조지타운대 교수는 워싱턴포스트 기고를 통해 "이제 미국이 가장 두려워해야 할 인물은 빈 라덴이 아닌 자와히리"라며 "자와히리가 현재 알카에다의 수뇌 역할을 담당하고 있다"고 밝혔다.
2008년 8월 27일, 미국 외교 전문지 포린 폴리시는 블라디미르 푸틴 러시아 총리, 마무드 아마디네자드 이란 대통령, 원자바오 중국 총리, 딕 체니 미국 부통령, 알자와히리를 '세계에서 가장 영향력 있는 2인자' 5명으로 선정했다.
2022년 7월 31일, 아프가니스탄 카불 셰르푸르 지역의 한 은신처에서 미국 CIA가 '대테러작전'의 일환으로 수행한 드론 미사일 공격으로 사망했다.

## 같이 보기
- 이슬람 근본주의
- 이라크 전쟁
- 오사마 빈라덴
- 알카에다
- 911 테러
- 사담 후세인
- 무함마드 사이드 알사하프

## 참고 문헌
- Gilles Kepel & Jean-Pierre Milelli, Al Qaeda in its own words, Harvard University Press, Cambridge & London, ISBN 978-0-674-02804-3.
- (프랑스어) Ayman al-Zawahiri, L'absolution, Milelli, Villepreux, ISBN 978-2-916590-05-9 (알자와하리의 최신 저서)